# Luis Fariña
Luis Carlos Fariña (ur. 20 kwietnia 1991 w Buenos Aires) – argentyński piłkarz występujący na pozycji pomocnika w Rayo Vallecano, do którego jest wypożyczony z Benfiki.